# Naucoridae
Naucoridae Leach, 1815, è una famiglia di insetti acquatici Nepomorfi (ordine Rhynchota, sottordine Heteroptera).

## Descrizione
I Naucoridi sono insetti di dimensioni medio-piccole, in genere con corpo lungo più di 5 mm, depresso in senso dorso-ventrale e di profilo ellittico o ovoidale. La pigmentazione varia dal bruno-nerastro al bruno-giallastro.
Il capo è largo e corto, fornito di occhi grandi ma privo di ocelli (presenti invece secondo altre fonti). Le antenne sono brevi, composte da 4 articoli e non visibili dall'alto. Il rostro è molto breve, formato da 3 segmenti.
Il torace mostra un pronoto largo, di forma trapezoidale, e un mesoscutello anch'esso ben sviluppato, di forma triangolare. Le emielitre hanno la membrana priva di venature e poco differenziata rispetto alla zona prossimale sclerificata. Le zampe anteriori sono raptatorie, con femori marcatamente larghi e appiattiti, quelle posteriori sono di tipo natatorio. Tarsi composti da un segmento nelle zampe anteriori e due segmenti in quelle posteriori e medie.
In molte specie l'addome dei maschi ha gli ultimi uriti e le armature genitali asimmetriche.

## Habitat e biologia
I Naucoridi vivono in ambienti acquatici costituiti da acque calme, come stagni, laghi e fiumi a corso lento. Sono predatori voraci e polifagi e cacciano sott'acqua, nuotando agevolmente grazie alla spinta inferta dalle zampe posteriori, usate come remi. Fra le loro prede rientrano altri Rincoti acquatici, larve di Libellule, Zanzare e altri Ditteri, Molluschi.
Occasionalmente possono pungere anche l'uomo procurando punture dolorose, comportamento riscontrabile anche in altri Nepomorfi. Per questo motivo le specie del genere Naucoris sono talvolta chiamate api d'acqua.
Le uova sono deposte sotto la superficie dell'acqua, sui ciottoli o su piante sommerse.

## Sistematica
La suddivisione sistematica della famiglia non è condivisa da tutti gli Autori, che attualmente propendono per due differenti schemi tassonomici.
Quello tradizionale è basato sulla classificazione USINGER (1941) che suddivise la famiglia in otto sottofamiglie: Ambrysinae, Aphelocheirinae, Cheirochelinae, Cryphocricinae, Laccocorinae, Limnocorinae, Naucorinae e Potamocorinae.
Una classificazione più recente, proposta da ŠTYS & JANSSON (1988) eleva le sottofamiglie Aphelocheiridae e Potamocorinae al rango di famiglie, rispettivamente con i nomi Aphelocheiridae e Potamocoridae. Questa revisione non è tuttavia condivisa da tutti gli studiosi, alcuni dei quali considerano ancora la famiglia Naucoridae come unico gruppo rappresentato nei Naucoroidea.
Secondo lo schema tassonomico di ŠTYS & JANSSON, la famiglia dei Naucoridae si suddivide quindi in sei sottofamiglie, comprendenti complessivamente circa 320 specie ripartite fra 36 generi. In Italia sono rappresentati solo i generi Naucoris e Ilyocoris, entrambi compresi nella sottofamiglia Naucorinae.